# Касс (фильм)
«Касс» (англ. Cass) — английская кинодрама, основанная на реальной биографии Касса Пеннанта.

## Сюжет
Бездомный чернокожий сирота ямайского происхождения был усыновлён пожилой белой парой и, выросший в обеспеченном белом районе Лондона, стал одним из самых опасных и уважаемых людей в Британии. В детстве и юности Касс был вынужден ежедневно сталкиваться с расизмом и унижениями на расовой почве, пока однажды годами сдерживаемый гнев не вылился из него наружу. Он добился уважения, которого никогда не имел, через борьбу и насилие и окунулся в эту стихию с головой. Его образ жизни чуть не довёл его до смерти. Его внутренняя сила помогла ему выжить, но поставила перед дилеммой: либо мстить, как учила улица, либо завязать со своим прошлым. Это история его жизни.

## В ролях
- Нонсо Анози — Касс
- Дэниэл Калуя — юный Касс в 14 лет
- Верелл Робертс — юный Касс
- Натали Пресс — Илэйн
- Лео Грегори — Фримен
- Рори Дженнингс — юный Фримен
- Джек Джонсон — юный Фримен
- Гэвин Брокер — Прентис
- Джэйсон Уитли — юный Прентис в 14 лет
- Каллум Руан — юный Прентис
- Тигги Аллен — флорист
- Хелен Андерсон — детектив
- Ник Бартлетт — бармен
- Линда Бассетт — Дол Чамберс
- Джеффри Биверс — приходской священник
- Джемма Бэйкер — Трейси
- Джо Иган — Джой, арендодатель паба
- Уинстон Эллис — Зулу
- Сара Финиган — девушка прошедшая мимо (англ. Passer by)
- Робби Ги — Марлон
- Тамер Хассан — Рэй
- Ральф Айнесон — сержант Маллинс
- Пол Кэй — англ. C. P.
- Джэми Кенна — Стиви Хоган
- Гари Лоуренс — Делрой Джексон
- Дэвид Лиа — Бинго
- Джонни Палмиеро — Шон
- Брэндон Робинсон — Билли
- Ивет Роулэнд — психиатр
- Люси Расселл — телеведущий
- Джо Стиффлит — юный West Ham Kid
- Лайам Смит — старик
- Лоррейн Стэнли — Линда
- Ли Тернбулл — обедающий мужчина (англ. Male Diner)
- Бронсон Уэбб — англ. The Assassin
- Эдди Веббер — Рон
- Питер Уайт — Сесил
- Юноши-задиры (англ. Teenage Bully) — Джек Бенс и Сид Янг
- Греки-официанты — Кэйн Манера и Марио Деметриу
- Плакальщики на похоронах — Чериз Зои Конрой и Рики Даймонд

## Съёмочная группа
- Режиссёр — Джон С. Бейрд
- Продюсеры — Стефан Хэллер, Джон С. Бейрд (исполнительный продюсер), Уилл Кларк (исполнительный продюсер), Адам Кулик (исполнительный продюсер), Элисон Марлоу (ассоциированный продюсер), Касс Пеннант (сопродюсер), Берри ван Звитен (линейный продюсер) и Пьер Вейсбейн (исполнительный продюсер)
- Сценаристы — Джон С. Бейрд, Касс Пеннант (книга) и Майк Ридли (книга)
- Оператор — Кристофер Росс
- Композитор — Маттео Скумачи
- Художники — Дэн Тейлор (постановщик), Саманта Уордел, Гай Сперанса (по костюмам) и Ханна Эванс (по декорациям)
- Монтаж — Дэвид Мойес

## Интересные факты
- Касс Пеннант — довольно известная в Англии личность. Один из лидеров-основателей легендарной Inter City Firm of West Ham United, первый, кто отсидел достаточно большой срок (3 года) за организацию массовых беспорядков.